# Herman Wedel-Jarlsberg
Johan Caspar Herman Wedel-Jarlsberg, född 21 september 1779 i Montpellier, död 27 augusti 1840 i Wiesbaden, var en norsk greve och statsman.

## Biografi
Herman Wedel-Jarlsberg föddes som äldste son till Anton Fredrik Wedel Jarlsberg, greve till Jarlsberg och dansk diplomat, och studerade juridik, statsvetenskap och filologi i Köpenhamn. År 1809 tog han initiativet till Selskabet for Norges Vel tillsammans med Jakob Rosted och Hans Arentz. Wedel Jarlsberg arbetade för att Norge skulle bli fritt från Danmark redan 1809, och såg prins Karl August som Norges hopp.
År 1810 tillträdde han som dansk ämbetsman och blev amtman i Buskerud. Efter faderns död 1811 ärvde han grevskapet Jarlsberg nära Tønsberg. Under kriget mot Sverige ledde han en egen frikår. Vid freden i Kiel 1814 kom Norge att tillhöra Sverige. Som medlem av riksförsamlingen på Eidsvoll verkade han för en union med Sverige och blev ledare för unionspartiet.
År 1822 ställdes han inför riksrätt för att ha tagit ett statslån i Berlin hos bankhuset Gebrüder Benecke men blev frikänd. Han drog sig därefter tillbaka till sitt gods. Senare var Herman Wedel-Jarlsberg invald i Stortinget från 1824 till 1830. Han var Stortingets president 1824, 1827, 1828 och 1830.
Han var finansminister 1822, och blev 1836 utnämnd till ståthållare i Norge med fullmakt som vicekung. År 1824 blev han efter sin svärfar Peder Anker ägare till järnverken, som då bestod av Bærums Verk, Fossum, Maridalen, Hakadals Verk och Moss Järnverk. När han dog 1840 övertogs driften av järnverken av sonen baron Harald Wedel-Jarlsberg.

## Ordnar och utmärkelser
- Serafimerorden - 11 maj 1825